# Rubus palmeri
Rubus palmeri är en rosväxtart som beskrevs av Per Axel Rydberg. Rubus palmeri ingår i släktet rubusar, och familjen rosväxter. Inga underarter finns listade i Catalogue of Life.